# 橋幸夫チャリティ・ショウ
「橋幸夫チャリティ・ショウ」は、1963年9月に発売された橋幸夫のミュージックブック（MBK6008）。ソノシートが付属している。

## 概要
- 1962年9月20日に発売された橋幸夫と吉永小百合のデュエット曲「いつでも夢を」（日本ビクター,VS807）は、発売から「1ヶ月で30万枚という驚異的な記録をたて．．．半年すぎた翌年5月には100万枚を突破した」[1]、第4回日本レコード大賞を受賞した。売上げはその後も好調で、翌年7月2日、120万突破を記念して（現在までの売り上げ累計は250万枚[2]）橋は、「橋幸夫チャリティ・ショウ」を開催した。
- 会場は東京厚生年金ホールで、日本ビクターと読売新聞社が後援した。収益は読売新聞社を通じて「光の協会」に寄付された。
- ショウでは吉田正が自ら指揮し、橋は9曲歌唱し、ビクター所属歌手も協賛出演した。[3][4]

この記録が、9月に日本ビクターからミュージックブック「橋幸夫チャリティ・ショウ」として発売された。

## 内容
- 1.はじめに／橋幸夫　5頁
- 2.幸ちゃんが光をプレゼント／当日の会場写真風景　7～11頁
- 3.息子のような・・・…／佐伯孝夫　12.13頁
- 4.江戸っ子橋君／吉田正　14.15頁
- 5.幸ちゃんちょっと伺います／　16.17頁
- 6.協賛参加歌手の紹介　18～21頁
- 7.着物で歌のイメージを／グラビア　22.23頁
- 8.私たちの幸夫兄さん／後援会員　24.25頁
- 9.当日の曲目　歌詩紹介と歌唱風景（写真）26～34頁
- 10.幸ちゃん・このひと／紹介　34頁
- 奥付　35頁
- 橋幸夫既刊ミュージックブックの紹介　36頁

## 協賛出演者
（出演順）協賛出演者は各1曲を歌う
- 水上清
- 山中みゆき
- 三沢あけみ
- 星富佐夫
- 藤本二三代
- 曽根史郎

## 付属ソノシート
両面盤が4枚付属
- あいさつ／橋幸夫、いつでも夢を／橋幸夫、舞妓はん／橋幸夫　シート1A面
- 九十九里から来た男／水上清、白い野茨の花／山中みゆき　シート1B面
- 風流数え唄／橋幸夫、瞼の母／橋幸夫、シート2A面
- 成田の花太郎／橋幸夫、おぼろ月夜の三度笠／橋幸夫　シート2B面
- 天下取るよな男なら／三沢あけみ、渚に寄せて／星富佐夫　シート3A面
- 花のマーブル通り／藤本二三代、恋のサラファン／曽根史郎　シート3B面
- 若い東京の屋根の下／橋幸夫、東京ギター／橋幸夫　シート4A面
- 白い制服／橋幸夫、フィナーレ／全員　シート4B面